# Renato Chocair
Renato Chocair (5 de março de 1973, São Paulo) é um ator brasileiro.

## Biografia
Em 2003, interpretou Eugênio na novela de Walcyr Carrasco, Chocolate com Pimenta.
Em 2004 estava no elenco de uma peça de Mário Bortolotto, dirigida por Sérgio Ferrara, À Meia-Noite Um Solo de Sax na Minha Cabeça .
Protagonizou seu primeiro vilão no filme O Cemitério das Almas Perdidas de Rodrigo Aragão.
Está no elenco do filme  Lucicreide Vai pra Marte como Arnaldo, o patrão da Lucicreide.
É jurado do Cinefantasy de curtas-metragens de fantasia.
Interpreta Joiada na segunda temporada da série bíblica Reis da TV Record.

## Carreira

### Televisão
| Ano  | Título                    | Papel                |
| ---- | ------------------------- | -------------------- |
| 2022 | Reis                      | Joiada               |
| 2020 | Hebe: A Estrela do Brasil | Diretor de televisão |
| 2003 | Chocolate com Pimenta     | Eugênio              |
| 2000 | Vidas Cruzadas            | Fernando             |

### Cinema
| Ano  | Título                         | Papel    |
| ---- | ------------------------------ | -------- |
| 2021 | Lucicreide Vai pra Marte       | Arnaldo  |
| 2020 | O Cemitério das Almas Perdidas | Cipriano |
| 2003 | O Preço da Paz                 |          |
| 2001 | Sonhos Tropicais               | Médico   |

### Teatro
- À Meia-Noite Um Solo de Sax na Minha Cabeça